# NGC 5173
NGC 5173 (другие обозначения — UGC 8468, MCG 8-25-5, ZWG 246.3, NPM1G +46.0259, PGC 47257) — эллиптическая (тип E0) или, возможно, линзовидная (тип S0) галактика, находящаяся на расстоянии 38,4 Мпк в созвездии Гончих Псов.
Этот объект входит в число перечисленных в оригинальной редакции «Нового общего каталога».
Галактика входит в пару, вторым компонентом которой является спиральная галактика NGC 5169 позднего класса Scd. Расстояние между галактиками около 55 кпк в проекции на картинную плоскость, угловое расстояние около 5 минут. Морфологически галактики не выглядят взаимодействующими. Пара находится на восточном краю небольшой группы галактик, ярчайшая из которых — эллиптическая NGC 5198 — находится от NGC 5173 на расстоянии в 200 кпк в проекции. NGC 5173 является вторым по яркости членом этой группы.
Галактика находится в разреженном окружении. Она входит в десятку самых богатых нейтральным водородом галактик раннего типа: в ней содержится 2,1 млрд солнечных масс нейтрального водорода, который в основном собран в большой диск, вращающийся правильным образом, но независимо от звёздного компонента. Молекулярный газ (его общая масса 0,23 млрд масс Солнца) кинематически движется аналогично атомарному нейтральному водороду, вследствие чего считается, что весь холодный газ галактики — один и тот же по происхождению и что он был относительно недавно (около 109 лет назад) поглощён извне вместе с очень богатой газом галактикой-спутником, достаточно массивной, не менее 10-20% по массе от самой NGC 5173. Ионизованный межзвёздный газ в галактике противовращается по отношению к звёздам. 
В центральной области, от 3,5 до 9,5 кпк от оптического центра, просматриваются голубые клочковатые образования диаметром в 4—8 угловых секунд, по размеру, цвету и светимости опознающиеся как типичные области H II (ионизированного водорода); в их расположении выявляются признаки спиральной структуры. 
Эти области звездообразования с массами от 104 до 5·105 M⊙, в большинстве компактные, предположительно являются молодыми шаровыми скоплениями (возраст менее 100 млн лет), часто наблюдающимися при слияниях галактик. Темп современного звездообразования, оцененный по наблюдениям в ультрафиолетовом диапазоне, составляет 0,16 M⊙ в год. Хотя галактика обычно классифицируется как эллиптическая, однако признаки существования протяжённого внешнего звёздного диска, существенное современное звездообразование и значительное количество холодного газа могут заставить переклассифицировать её как линзовидную галактику, обращённую к нам плоскостью диска.
Количество пыли в галактике оценивается в 1,1·105 M⊙, что крайне мало, примерно в 1000 раз меньше, чем ожидалось бы исходя из нормальной распространённости элементов и наблюдающейся массы межзвёздного газа.